# Zhang Qian
Dans ce nom chinois, le nom de famille, Zhang, précède le nom personnel.
Pour les articles homonymes, voir Zhang.
Zhang Qian (chinois simplifié : 张骞 ; chinois traditionnel : 張騫 ; pinyin : Zhāng Qiān ; Wade : Chang¹ Ch'ien¹ ; EFEO : Tchang K'ien mort en 114 av. J.-C.), est un explorateur et envoyé impérial chinois du IIe siècle av. J.-C., à l’époque de la dynastie Han.
Il est le premier diplomate officiel à ramener des informations fiables d'Asie centrale à la cour de l'empereur Han, Wudi le « Guerrier ». Il joue un important rôle de pionnier dans la colonisation et la conquête par la Chine de la région appelée aujourd'hui Xinjiang.
Les voyages de Zhang Qian sont aujourd'hui étroitement associés avec l'histoire de la Route de la soie.
Les récits de ses explorations en Asie centrale sont consignés dans les chroniques historiques des Han antérieurs (Shiji, ou Mémoires du grand historien), compilées par Sima Qian au Ier siècle av. J.-C.

## Biographie

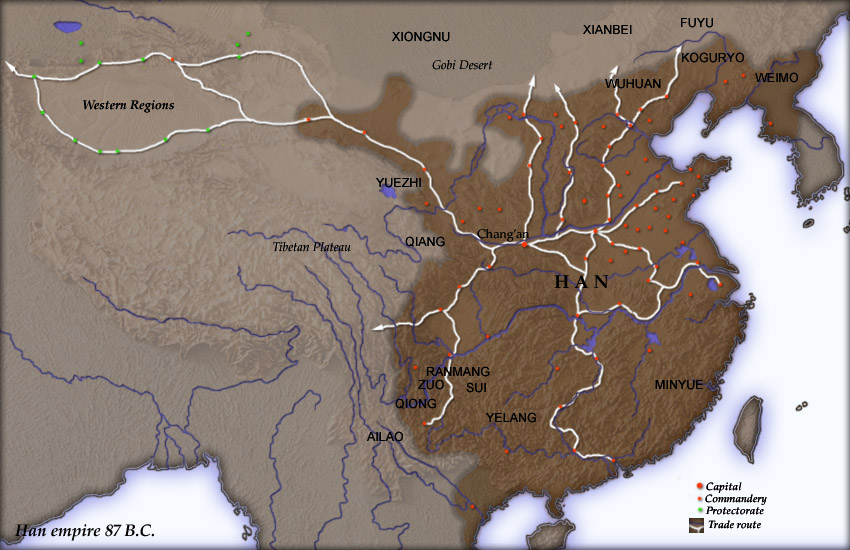
Carte de la Chine des Han 87 av. J.-C.

Zhang Qian est né près de Hanzhong dans la province chinoise du Shaanxi. Il s'installe à Chang'an (aujourd'hui Xi'an) où il entre au service de l'empereur comme officier du palais impérial.
Depuis leur conquête, en 209 av. J.-C., des territoires à l'ouest de la Chine, les Xiongnu (匈奴), nomades venus du nord, menaçent de faire alliance avec les Qiang du Tibet. Aussi, Wudi souhaite-t-il coloniser le couloir fertile du Gansu et ménager des alliances avec les tribus locales. En -139, l'empereur décide donc d'envoyer Zhang Qian en mission vers l'ouest pour conclure une alliance avec les Yuezhi qui avaient été chassés de leur territoire par les Xiongnu en -177 et s'étaient installés en Daxia (la Bactriane, l'actuel Turkménistan).

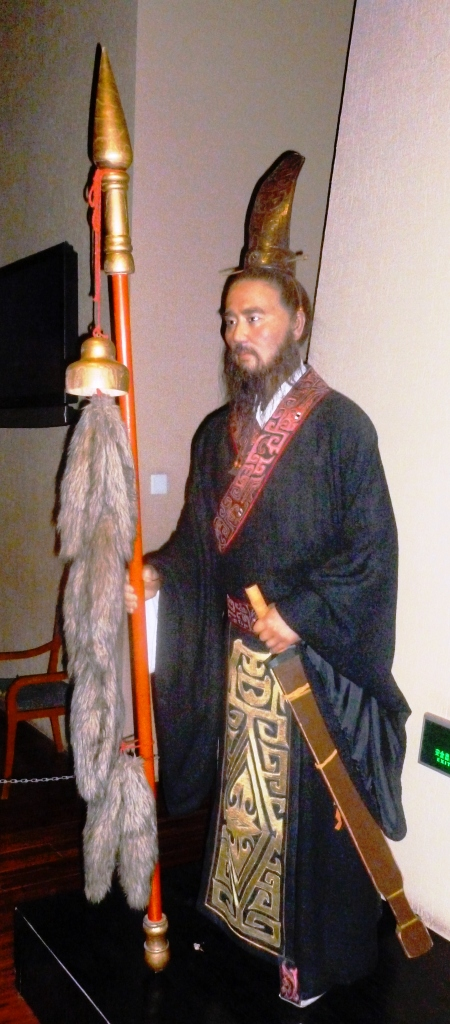
Statue de Zhang Qian au Musée d'histoire du Shaanxi, Xi'an

Accompagné par une escorte d'une centaine de gardes, Zhang Qian est rapidement capturé par les Xiongnu et reste leur prisonnier une dizaine d'années, ponctuées d'évasions multiples pendant lesquelles il traverse le Pamir, le fleuve Oxus (aujourd'hui appelé Amou Darya) et le Tibet. Il est néanmoins bien traité durant cette captivité et épousa une femme xiongnu dont il eut un fils.
Zhang Qian parvient à s'échapper et continue le voyage. Il passe par le lac Lop Nor en longeant le nord du bassin du Tarim autour des montagnes Kunlun et à travers de petites zones fortifiées au milieu des oasis dans ce qui est aujourd'hui le Xinjiang. Il se dirige vers Dayuan et finalement vers le pays des Yuezhi. Les Yuezhi sont un peuple d'agriculteurs qui produisent des chevaux puissants et de nombreuses cultures inconnues, notamment la luzerne pour l'alimentation animale. Cependant, les Yuezhi refusent d'entrer en guerre contre les Xiongnu. Zhang séjourne un an dans le territoire Yuezhi et le territoire bactrien adjacent, documentant leurs cultures, leurs modes de vie et leur économie, avant de commencer son voyage de retour en Chine, cette fois en suivant la bordure sud du bassin du Tarim. Lors de son voyage de retour, il est de nouveau capturé par les Xiongnu qui l'épargnent car ils apprécient son sens du devoir et son sang-froid face à la mort. Deux ans plus tard, le chef Xiongnu (Chanyu) meurt et, au milieu du chaos et des luttes intestines, Zhang Qian s'échappe de nouveau. Sur la mission initiale d'un peu plus d'une centaine d'hommes, seuls deux en reviennent : Zhang Qian et Ganfu,.
En 125 av. J.-C., il rapporte non seulement des informations fiables sur l'Asie centrale et les peuples qui y vivent (les Parthes, les Bactriens (dans l'actuel Afghanistan), les Sogdiens (dans l'actuel Ouzbékistan,...) mais aussi des produits (l'alfalfa, le raisin, le vin, la carotte...), des itinéraires (routes, passes) jusqu'alors inconnus des Chinois et une possible localisation de la source du fleuve Jaune.
Il a également découvert l'existence des ânes, des chameaux de Bactriane et surtout d'une race de chevaux aux longues jambes, les « chevaux célestes » dans la vallée de Ferghana (aux confins de l'Ouzbékistan). C'est, entre autres, pour en obtenir que l'empereur de Chine enverra des caravanes chargées de soie, alors que son exportation était jusque-là interdite et punie de mort. À son retour en Chine, Zhang Qian est récompensé en obtenant un poste de conseiller du palais.

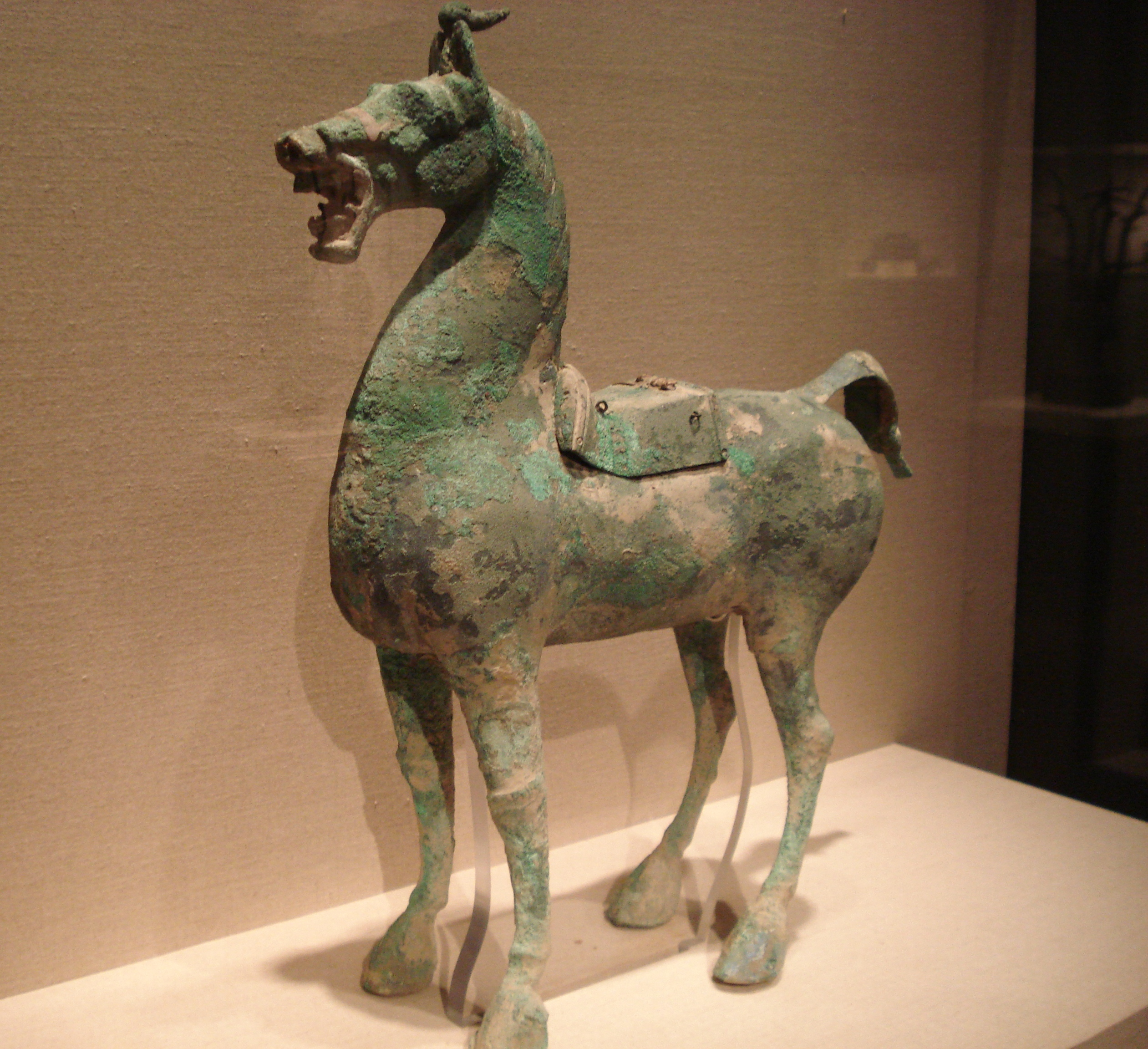
Cheval céleste - bronze de la dynastie Han.

Vers -119, il entreprend une seconde mission diplomatique durant laquelle il traverse de nouveau le Turkestan jusqu'à la Sogdiane et fait une incursion sur la rive gauche de l'Indus. Nommé général des gardes du palais (zhonglang Jiang) pour l'occasion, il emmène avec lui avec 300 hommes, de l'or et de la soie et revient après avoir obtenu le tribut du royaume des Wusun, cousins des Xiongnu et redoutables archers. Il revient en Chine avec une ambassade de wusun. Ses émissaires, qu'il avait pris soin d'envoyer dans les autres contrées, revinrent une année plus tard accompagnés de représentants des divers peuples. Une princesse chinoise de sang royal est même envoyée pour consolider les liens d'alliance avec le chef des Wusun (le kun mo).
Au cours de sa mission, Zhang Qian remarque des produits provenant d'une région aujourd'hui connue sous le nom d'Inde du Nord. Cependant, les routes commerciales pour accéder à ces territoires restent occupées par les Xiongnu,.
Zhang Qian, qui meurt peu après son retour, est souvent considéré comme l'initiateur de la Route de la soie et du commerce avec l'ouest.
Les généraux Wei Qing, beau-frère de l'empereur, puis Li Ling ne tardèrent pas à repartir en mission dans ces régions. Vers 60 av. J.-C., un protectorat Han fut institué pour administrer ces territoires de l'ouest.

## Récits de Zhang Qian

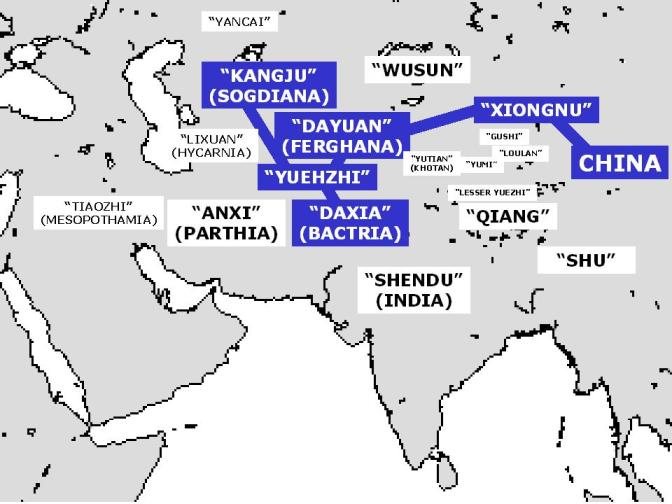
Pays décrits dans le rapport de Zhang Qian. Les pays visités sont surlignés en bleu.

Les récits de voyage de Zhang Qian sont largement cités dans les chroniques historiques chinoises du Ier siècle av. J.-C. (Shiji) de Sima Qian. Zhang Qian visite et décrit plusieurs royaumes : le Dayuan (大宛) à Fergana, les territoires des Yuezhi (月氏) en Transoxiane, le pays bactrien de Daxia (大夏) avec ses vestiges de la domination gréco-bactrienne, et Kangju (康居). Il décrit également les pays voisins qu'il n'a pas visités, comme Anxi (安息), Tiaozhi (條支/条支) (en Mésopotamie ), Shendu (身毒</link>) et le Wusun (烏孫).
Les descriptions qu'il donne des marais salants, lors de sa traversée, permettent d'identifier le lac desséché de Lop Nur. Il s'agit des plus anciennes descriptions du Bassin du Tarim à proximité immédiate des tombes des momies du Tarim.
Le premier pays qu'il visite, le Dayuan, se trouve dans la région de Fergana, à l'ouest du bassin du Tarim. Il décrit ses habitants comme des citadins sophistiqués, semblables aux Parthes et aux Bactriens qu'il décrit ultérieurement. C'est au cours de ce séjour que Zhang décrit le cheval Ferghana, grand et puissant, « suant le sang ». Les Wusun, voisins du Dayuan, sont décrits comme des nomades pastoraux capables de résister aux Xiongnu.
Il se rend ensuite au sud-ouest, sur le territoire des Yuezhi avec lesquels il doit établir une alliance militaire. Zhang Qian décrit les origines des Yuezhi, expliquant qu'ils proviennent du bassin du Tarim. Ses descriptions abordent les différentes populations en les situant géographiquement, établissant des distances, déterminant les forces en présence, les modes de vie et les interactions diplomatiques. Ces descriptifs sont de précieux témoignages pour les historiens modernes car ils ne mettent pas en avant les éléments mythologiques, comme c'est le cas dans les récits grecs.

## Route de la Soie
Les récits de Zhang Qian permettent aux relations entre la Chine et l'Asie Centrale de prospérer. De nombreuses autres missions chinoises sont envoyées dès la fin du IIe siècle av. J.-C., initiant le développement de la Route de la Soie et menant à son premier âge d'or. De nombreux objets sont échangés jusqu'à Guangzhou dès cette période, comme le suggèrent les éléments retrouvés dans la tombe du roi Zhao Mo datant de 122 av. J.-C.. En effet, la dynastie Han succède à plusieurs dynasties chinoises concentrées sur la gestion interne et la centralisation des pouvoirs, elle se trouve à la tête d'un vaste territoire relativement stable qui lui permet de porter un regard vers l'extérieur et s'intéresse aux puissances occidentales. Dans ce contexte, l'expédition de Zhang Qian représente un moment clé dans l'histoire de la route de la Soie et permet d'établir des relations entre les principaux acteurs de la première ère.

## Postérité

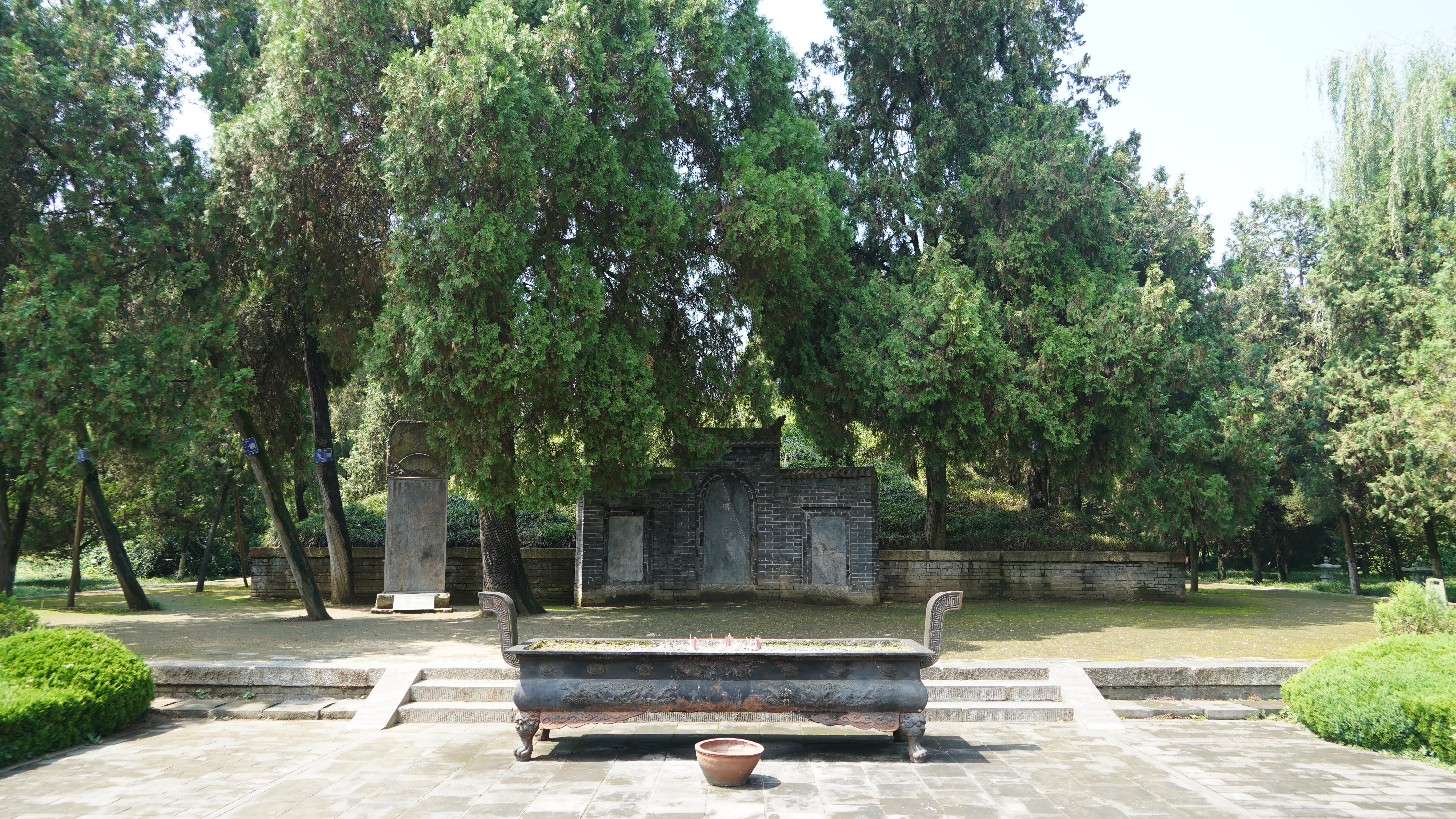
Tumulus funéraire de Zhang Qian.

Malgré l'importance historique de son voyage, aucune tradition orale ou légende ne semble s'être développé autour de son récit. Toutefois, plusieurs éléments archéologiques semblent indiquer que l'explorateur revêt une certaine célébrité à Dunhuang puisqu'on y retrouve des peintures murales illustrant son voyage dans les grottes de Mogao, peintes au VIIe siècle. Si l'impact de son récit ne semble plus être d'actualité, il a traversé plusieurs siècles pour être encore immortalisé 800 ans plus tard. On retrouve toutefois sa personne au sein d'un conte chinois évoquant de quelle façon il part en quête de la source originelle du fleuve Jaune. Selon la légende, cette source est céleste, provenant de la voie lactée.